# Psoralis alis
Psoralis alis är en fjärilsart som beskrevs av Bell 1959. Psoralis alis ingår i släktet Psoralis och familjen tjockhuvuden. Inga underarter finns listade i Catalogue of Life.